# Ultimates
Ultimates to amerykańska seria komiksowa, stworzona przez Marka Millara (scenariusz) i Briana Hitcha (rysunki), publikowana przez Marvel od 2002 roku. W Polsce Egmont Polska wydał 2 tomy przygód Ultimates w 2004 roku, a Hachette w 2013 i 2014 roku w ramach Wielkiej kolekcji komiksów Marvela.
Jest to uwspółcześniona wersja przygód klasycznej grupy superbohaterów wydawnictwa Marvel – The Avengers. Jeden z nich, Nick Fury, formuje nowy zespół do walki z największymi zagrożeniami. Okazuje się jednak, że współpraca tych silnych osobowości jest trudna.